# Donáth László (író)
Donáth László (Etéd, 1883. április 5. – Nyárádszentsimon, 1967. december 2.) magyar református lelkész, író.

## Életútja
Falusi kovácsmester fia, az alsó gimnáziumot Székelyudvarhelyen, a felsőt Marosvásárhelyen végezte. A református teológián tanult egy évig Kolozsvárt, majd Debrecenben. Lelkész volt Vadasdon, Nyárádmagyaróson, Harasztkeréken, Berettyószéplakon, mint nyugdíjas tovább szolgált Havadtőn és Székelyföldváron. A Kemény Zsigmond Társaság (KZST) tagja.

## Munkássága
Első novellái a Zord Időben jelentek meg, s a Pásztortűznek is munkatársa volt. 1927-ben a Temesvári Hírlap novellapályázatán I. díjat nyert. Anekdotikus hangvételű írásaiból kicseng a szociális igazság érvényesítésének követelése. Egy cikke a Keleti Újság 1929. szeptember 19-i számában (Üzen a sírdomb és beszél a fejfa...) indította el a dicsőszentmártoni Sipos Domokos-síremlék felállításának irodalmi mozgalmát. Irodalmi hagyatékában hat színdarab és hat kisregény maradt kéziratban, ezek közül mint korrajz kiemelkedik Kényszerszünet című önéletrajzi regénye.

## Kötetei
- Humoros esetek (novellák, Kolozsvár, 1928)
- Jairus fia (novellák, Marosvásárhely, 1929)
- Szegény bolond (elbeszélések, Kolozsvár, 1931)
- Cserefa Gyuri (regény, Budapest, 1932)
- Tövig égő gyertya (novellák, Nagyvárad, 1934)
- Az utolsó falat kenyér (színjáték, Nagyvárad, 1939)
- A pap tehene. Elbeszélések; szerk., bev. Bölöni Domokos; Kriterion, Kolozsvár, 2013
- Zádokfa kürt. Elbeszélések; szerk. Bölöni Domokos; Kriterion, Kolozsvár, 2015